# Forbruger
En forbruger er i retlig forstand en køber (eller modtager af en tjenesteydelse), der hovedsagelig handler uden for sit erhverv, og som handler eller indgår aftale med en erhvervsdrivende sælger (eller leverandør af en tjenesteydelse), der handler som led i sit erhverv.
Forbrugerbegrebet anvendes blandt andet i købeloven, aftaleloven, forbrugeraftaleloven og markedsføringsloven samt lov om forbrugerbeskyttelse ved erhvervelse af fast ejendom m.v.

## Reference
1. ↑  lov om forbrugerbeskyttelse ved erhvervelse af fast ejendom m.v. på retsinformation.dk

| Jura | Spire Denne juraartikel er en spire som bør udbygges. Du er velkommen til at hjælpe Wikipedia ved at udvide den. |